# Garrafe de Torío (kommunhuvudort)
Garrafe de Torío är en kommunhuvudort i Spanien.   Den ligger i provinsen Provincia de León och regionen Kastilien och Leon, i den norra delen av landet, 300 km nordväst om huvudstaden Madrid. Garrafe de Torío ligger 916 meter över havet och antalet invånare är 1 101.
Terrängen runt Garrafe de Torío är kuperad åt nordost, men åt sydväst är den platt. Garrafe de Torío ligger nere i en dal. Runt Garrafe de Torío är det glesbefolkat, med 13 invånare per kvadratkilometer. Närmaste större samhälle är León, 15,2 km söder om Garrafe de Torío. Trakten runt Garrafe de Torío består i huvudsak av gräsmarker.